# Bruno Magalhães
Bruno Magalhães (Lisboa, Portugal, 10 de juliol de 1980) és un pilot de ral·li portuguès, que participa actualment al Campionat d'Europa de Ral·lis, tot i que també va ser habitual del Intercontinental Rally Challenge. És fill del pilot de ral·li Augusto Magalhães.
S'inicià amb 18 anys en ral·lis del Campionat de Portugal de Ral·lis, un certamen que ha guanyat en la categoria de Producció al 2007 i en absoluta el 2008 i el 2009.
L'any 2007 participa puntualment per primera vegada al Campionat Mundial de Ral·lis disputant el Ral·li de Portugal amb un Peugeot 207 S2000.
Dins del Intercontinental Rally Challenge va aconseguir guanyar el Ral·li de les Açores del 2010 amb un Peugeot 207 S2000 del equip Peugeot Sport Portugal. Aquella seria la seva millor temporada al IRC, finalitzant en cinquena posició final.
Des del 2014 es converteix en un pilot habitual del Campionat d'Europa de Ral·lis, aconseguint acabar subcampió al 2017 amb un Škoda Fabia R5 del equip ARC Sport, tan sols superat per Kajetan Kajetanowicz. La temporada 2015 finalitzaria en tercera posició.
Dins del Campionat d'Europa ha guanyat el Ral·li de Madeira del 2012, el Ral·li de les Açores del 2017 i el Ral·li Acròpolis del 2018.